# Universitatea Comunistă pentru Minoritățile Naționale din Partea de Vest a Țării „Julian Marchlewski” din Moscova
Universitatea Comunistă pentru Minoritățile Naționale din Partea de Vest a Țării „Julian Marchlewski” (în rusă Коммунистический университет национальных меньшинств Запада имени Мархлевского (КУНМЗ) — Kommunisticeskii universitet național'nîh men'șînstv Zapada imeni Marhlevskovo (KUNMZ)) a fost o instituție de învățământ în Moscova, URSS, afiliată Cominternului, care a funcționat în perioada anilor 1922–1936. Purta numele primului său rector, polonezul Julian Marchlewski, care a deținut funcția respectivă până în 1925.
Decretul privind fondarea universității a fost semnat de Vladimir Lenin pe 28 noiembrie 1921. Instituția pregătea viitori revoluționari și funcționari politici în rândurile reprezentanților popoarelor din vestul Uniunii Sovietice. Sectoarele universității le alcătuiau școlile de partid lituaniană, letonă, ebraică, germană, poloneză și românească, cărora li s-au alăturat mai târziu sectoarele bielorus, bulgar, italian, moldovenesc și iugoslav. Pe 18 septembrie 1922, în Petrograd a fost deschisă prima filială a Universității, prin fuzionarea școlilor de partid letonă, estonă și finlandeză. Sectorul leton a fost fuzionat în 1924 cu cel central (moscovit).
În anul de studii 1922/23, a fost stabilită o durată a cursurilor de trei ani și au fost organizate următoarele compartimente:
- muncă de partid și învățământ de partid;
- mișcarea sindicatelor;
- economie;
- administrare și drept.

Admiterea în Universitate avea loc pe baza recomandărilor organizațiilor comsomoliste și de partid locale. Prima promoție a numărat 352 de absolvenți. În 1927, aici învățau studenți de 14 naționalități diferite. Universitatea a fost închisă în 1936 în urma unor reforme în sistemul de învățământ al Uniunii Sovietice.